# Lerryn
Lerryn – wieś w Anglii, w Kornwalii. Leży 72 km na północny wschód od miasta Penzance i 339 km na zachód od Londynu.